# Хайбовань
Хайбова́нь (кит. упр. 海勃湾, пиньинь Hǎibówān) — район городского подчинения городского округа Ухай автономного района Внутренняя Монголия (КНР).

## История
В 1955 году в хошуне Отог аймака Их-Джу (впоследствии трансформированном в городской округ Ордос) был создан Горнорудный район Чжоцзышань (桌子山矿区). В 1959 году он был выделен из состава хошуна и подчинён непосредственно аймаку, получив самоуправление.
В 1961 году решением Госсовета КНР Горнорудный район Чжоцзышань стал городским уездом Хайбовань.
В 1976 году Хайбовань был объединён с городским уездом Уда аймака Баян-Нур в городской округ Ухай, подчинённый непосредственно правительству Внутренней Монголии. Часть Хайбованя, лежащая южнее Хуанхэ, была при этом выделена в городской уезд Ласэнмяо.
В декабре 1979 года Хайбовань был преобразован из городского уезда в район городского подчинения.

## Административное деление
Район Хайбовань делится на 6 уличных комитетов и 1 посёлок.